# László Deutsch
László Deutsch est un footballeur hongrois né le 9 mars 1999 à Budapest. Il joue au poste d'arrière gauche au Puskás Akadémia. 

## Biographie

### En club
Il fait ses débuts footballistiques avec les jeunes du Ferencváros TC. 
Le 17 août 2015, il rejoint les moins de 17 ans du Puskás Akadémia. 
Le 6 juillet 2018, il est prêté à l'Aqvital Csákvár jusqu'au 31 décembre 2019. 
Il joue son premier match avec Puskás Akadémia le 25 janvier 2020 en championnat, contre Kaposvári Rákóczi. Il joue l'intégralité du match qui se termine sur un score nul (1-1). Le 17 juin 2020, il marque son premier but contre le Diósgyőri VTK, et son équipe l'emporte 1-2. 
Le 27 août 2020, il réalise ses débuts dans les compétitions européennes contre les Suédois d'Hammarby IF, à l'occasion du 1er tour de la Ligue Europa 2020-2021.

### En sélection
Avec les espoirs, il participe au championnat d'Europe espoirs en 2021. Lors de cette compétition organisée en Hongrie et en Slovénie, il joue trois matchs. Il délivre une passe décisive contre la Roumanie. Avec un bilan catastrophique de trois défaites en trois matchs, onze buts encaissés et deux buts marqués, la Hongrie est éliminée dès le premier tour.

## Palmarès
Puskás Akadémia
- Championnat de Hongrie : 
  - Vice-champion : 2020-21.